# Veronika A. Grager
Veronika A. Grager (* 25. März 1948 in Wien) ist eine österreichische Schriftstellerin, die vorrangig Krimis und Thriller schreibt.

## Biografie
Veronika A. Grager ist in Wien auf einem Bauernhof aufgewachsen. Grager machte die Matura an einem privaten Realgymnasium. Nach einer Ausbildung von zwei Semestern Chemie arbeitete sie als chemische Analytikerin, in der EDV, und als Assistentin der Geschäftsleitung. Sie lebt mit ihrem Mann in Aigen, einem Ort der Gemeinde Hernstein in Niederösterreich. Mitglied der Autorenvereinigung Syndikat, des Science Fiction Club Deutschland, sowie Leitung der Plattform der Österreichischen Krimiautoren in den Jahren 2012 bis 2014, gemeinsam mit Clementine Skorpil.

## Tätigkeit als Schriftstellerin
Veronika A. Grager begann schon als junges Mädchen mit dem Schreiben, doch erst als sie in den Ruhestand trat, fand sie die Zeit und die Ruhe, Romane zu schreiben. Die ersten beiden hat sie selbst bei Books on Demand verlegt. Dann folgte ein Kurzgeschichtenband im Kral Verlag und ein Thriller bei p.machinery. 2012 gelang ihr mit  Emons in Köln der der Sprung zu einem großen Verlag.

## Bibliografie
- Hafenmanöver. Kurzgeschichte, in: Kurzgeschichten, Ausgabe 7/2008, ISSN 1613-432X.
- Mission to Mars. Kurzgeschichte, in: Andromeda Nachrichten 227 des Science Fiction Club Deutschland e. V. (SFCD), 2009, ISSN 0934-3318.
- Mondbeben. Kurzgeschichte, in: Michael Haitel (Hrsg.): Das Wort, Story Center 2009 (AndroSF 4), p.machinery, Murnau, für den Science Fiction Club Deutschland e.V. (SFCD), Taschenbuch, 580 Seiten, ISBN 978-3-8391-3602-7.
- Deep Station One, Kurzgeschichte, in: Kurz mal die Welt retten, 2022, Gemeiner, Meßkirch, ISBN 978-3-8392-0128-2.
- Weihnachtsfrieden, Kurzgeschichte, in: MordsZeit, 2022, Karina Verlag, Wien, ISBN 978-3-903161-87-0.

- Liebe? Nein, danke!, Liebesroman, o. J., BookRix, München
- Erzberg, Krimi, o. J., BookRix, München
- Das Mörderspiel, Krimi, 2015, BookRix, München

- Tote nur nach Voranmeldung. Kurzgeschichten, 2009, Kral Verlag, Berndorf, Hardcover, 246 Seiten, ISBN 978-3-902447-82-1.[2][3]
- Nanobots. Gefährliche Teilchen. Thriller, 2011, p.machinery, Murnau, Taschenbuch, 264 Seiten, ISBN 978-3-942533-22-5. Neuausgabe 2022, Medimont, München, ISBN 978-3-933011-66-4.
- Gnadenlos. Thriller, 2012, Resistenz Verlag, Linz, Taschenbuch, 162 Seiten, ISBN 978-3-85285-218-8.
- Saupech., Krimi, 2013, Emons Verlag, Köln, Taschenbuch, 208 Seiten, ISBN 978-3-95451-073-3.
- Sautanz., Krimi, 2014, Emons Verlag, Köln, Taschenbuch, 271 Seiten, ISBN 978-3-95451-262-1.
- Schlossteichleich., Krimi, 2015, Emons Verlag, Köln, Taschenbuch, 238 Seiten, ISBN 978-3-95451-682-7.
- Wer mordet schon in Niederösterreich, Kurzgeschichten und Freizeittipps, 2016, Gmeiner, Meßkirch, ISBN 978-3-8392-1964-5.
- Sauglück., Krimi, 2017, Emons Verlag, Köln, Taschenbuch, 253 Seiten, ISBN 978-3-7408-0055-0.
- Teufelskreis, Thriller, 2020, Medimont, München, ISBN 978-3-933011-56-5.
- Donauweibchen küssen härter, Kurzgeschichten, 2023, p.machinery, Winnert, ISBN 9783-95765-342-0.